# Vall de la riera de Carme i de Santa Maria de Miralles

La vall de la riera de Carme i de Santa Maria de Miralles

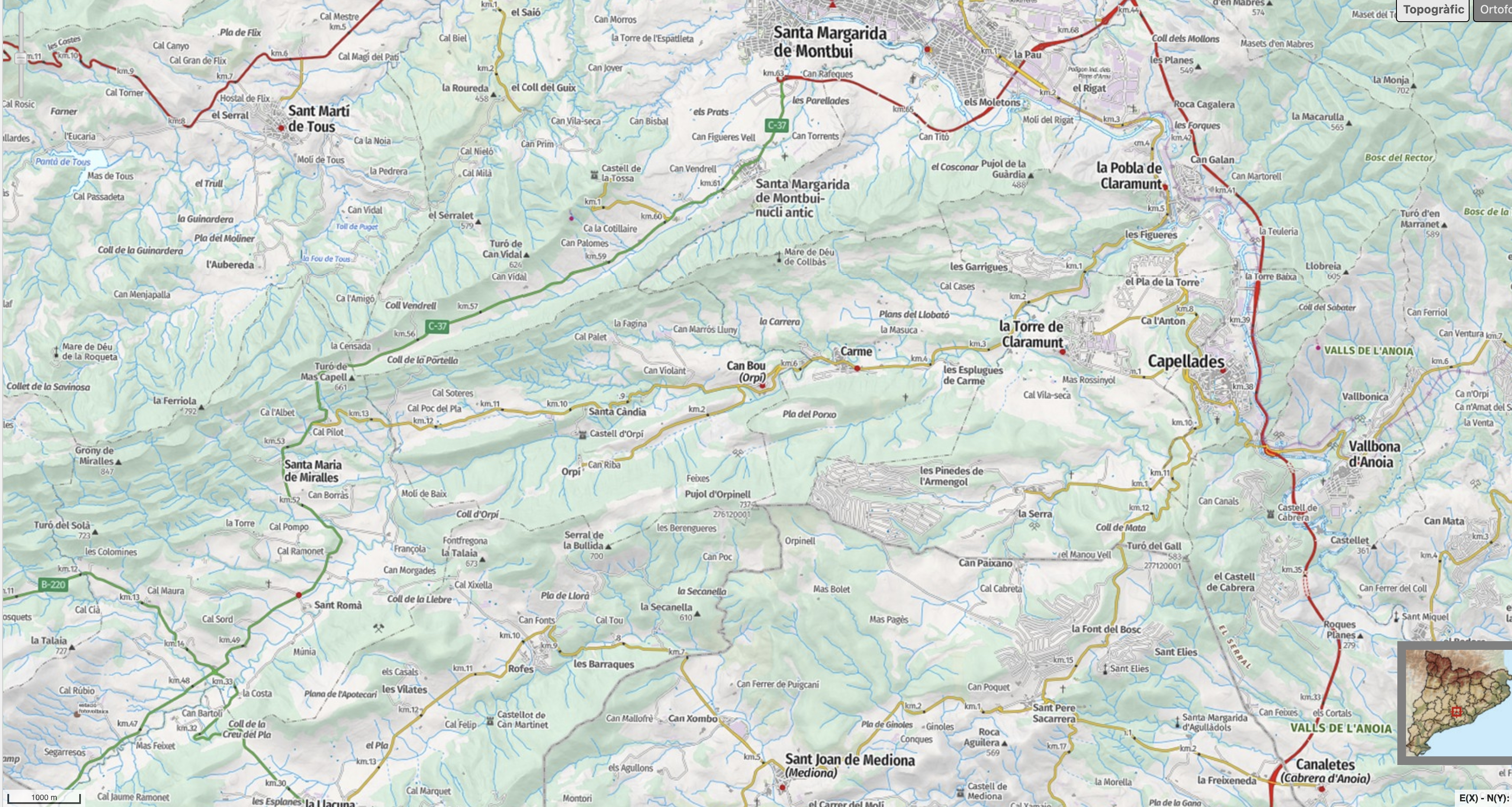
Mapa topogràfic de l'àrea de l'Anoia comprenent la vall de Carme.

La vall de la riera de Carme i de Santa Maria de Miralles és el territori delimitat per la recollida d'aigua que flueix i conforma la riera anomenada Riera de Miralles, a Santa Maria de Miralles, i Riera de Carme, a Orpí i Carme.
Situada a la vegueria del Penedès, la vall es troba al sector meridional de la comarca de l'Anoia i de la conca d'Òdena i discorre en direcció oest-est pel centre del territori, entre les elevacions que ací forma la serralada Prelitoral, que a la banda sud arriben a 737m d'altitud (a la serra d'Orpinell o de Feixes). Comprèn el municipi de Santa Maria de Miralles, el municipi d'Orpí, amb el castell, centre històric del municipi, el de Santa Càndia, actual cap administratiu, els veïnats de Can Bou i de Feixes, i el municipi de Carme.
La vall de Carme limita amb Santa Margarida de Montbui i Vilanova del Camí (nord i est), amb Mediona i La Llacuna (sud) i amb Bellprat (oest). La carretera BV-2131, que vertebra la vall, comunica els seus pobles amb la carretera general C-15, d'Igualada a Vilanova i la Geltrú i amb la carretera general C-37, d'Igualada a Valls.